# 김종천 (1962년)
김종천(金鍾天, 1962년 4월 25일 ~ )은 대한민국의 정치인이다. 전임 서장원 시장의 피선거권 상실로 치러진 4·12 재보궐선거에 자유한국당 후보로 출마해 당선되었다.

## 학력
- 송우국민학교 졸업
- 동남중학교 졸업
- 동남고등학교 졸업
- 한국방송통신대학교 행정학과 학사
- 한국체육대학교 사회체육대학원 석사

## 경력
- 한국체육관 총관장
- 포천시청소년지도위원회 위원
- 민주평화통일자문회의 포천시협의회 자문위원
- 포천시 소흘읍 자연보호위원회장
- 동인학원재단 이사
- 포천시육상연맹 고문
- 포천시장애인협의회 고문
- 포천시태권도협회 회장
- 2006.07 ~ 2010.06 제2대 경기 포천시의원
- 2006.07 ~ 2008.06 제2대 경기 포천시의회 산업건설위원회 전반기 위원장
- 2008.07 ~ 2010.06 제2대 경기 포천시의회 산업건설위원회 후반기 위원장
- 2010.07 ~ 2014.06 제3대 경기 포천시의원
- 2010.07 ~ 2012.06 제3대 경기 포천시의회 전반기 의장
- 2017.04 ~ 2018.06 제6대 민선 6기 경기 포천시장(초선, 자유한국당)

## 역대 선거 결과
|  | 29.45% |

|  | 12.95% |

|  | 33.88% |

| 전임 서장원 (권한대행)민천식 | 제6대 경기도 포천시장 2017년 4월 13일 ~ 2018년 6월 30일 | 후임 박윤국 |